# Pseudodracontium fallax
Pseudodracontium fallax är en kallaväxtart som beskrevs av Serebryanyi. Pseudodracontium fallax ingår i släktet Pseudodracontium och familjen kallaväxter. Inga underarter finns listade.